# 貝雷佐韋 (奇米里夫卡市鎮)
49°23′58″N 39°8′24″E / 49.39944°N 39.14000°E
貝雷佐韋（烏克蘭語：Березове）是位於烏克蘭東部的村莊，由盧甘斯克州舊比利斯克區的奇米里夫卡市鎮負責管轄。該村始建於1963年，面積0.36平方公里，海拔高度143米，2001年人口20，人口密度每平方公里55.4人。